# El gran dictador
El gran dictador (The Great Dictator) es una película estadounidense de comedia dramática, estrenada en 1940, con guion, dirección y actuación de Charles Chaplin. Chaplin era el único cineasta en Hollywood que seguía realizando películas mudas cuando el sonido ya estaba plenamente implantado en el cine, y esta fue su primera película sonora.
La obra es una feroz y controvertida condena del nazismo, del fascismo, del antisemitismo y de las dictaduras del alemán Adolf Hitler, el italiano Benito Mussolini, así como las dictaduras en general. En el momento de su estreno, los Estados Unidos todavía no habían entrado en guerra con la Alemania nazi. Chaplin desempeña ambos papeles principales, el de un despiadado dictador nazi y el de un barbero judío perseguido.
El gran dictador fue popular entre el público, y fue la película de mayor éxito comercial de Chaplin. Los críticos modernos también la han elogiado como una película históricamente significativa y como una importante obra de sátira. También se ha señalado que el barbero judío guarda muchas similitudes con el personaje más famoso de Chaplin: el vagabundo Charlot. Aunque no se específica si se trata de él o no, generalmente se considera que esta película es la última de Charlot. El largometraje fue propuesto como candidato a cinco premios en la 13.ª edición de los Óscar, incluido el de Mejor Actor para Chaplin, pero no se llevó ninguno.
En su autobiografía de 1964, Chaplin declaró que no podría haber hecho la película si hubiera sido consciente de la magnitud de los horrores de los campos de concentración nazis en ese momento.
Se discute si ésta es la última película de Charlot; de ser así, sería la primera en la que habla, ya que en Tiempos modernos solo se le oye cantar.

## Argumento
Durante una batalla que tuvo lugar en los últimos meses de la Primera Guerra Mundial, un soldado judío del ejército de la nación de Tomania y barbero de profesión (Chaplin) salva la vida del oficial Schultz (Reginald Gardiner) ayudándolo a escapar en su avión, pero sufren un accidente y el avión se estrella. Ambos sobreviven, pero el soldado pierde la memoria. En ese momento, llegan unos médicos que anuncian a Schultz que la guerra ha terminado y Tomania ha perdido.
Veinte años después, y todavía amnésico, el soldado escapa del hospital en el que ha permanecido todo ese tiempo y regresa a su ciudad, donde abre de nuevo su antigua barbería ubicada en el gueto, ignorando que los tiempos han cambiado. El país es gobernado por el despiadado dictador Adenoid Hynkel (Chaplin), asistido por el Ministro del Interior Garbitsch (Henry Daniell) y el ministro de la Guerra Herring (Billy Gilbert). Se hace una brutal discriminación de los judíos y se planea en secreto exterminar a la gente de pelo negro. El símbolo del régimen de Hynkel es la «doble cruz» (paródica de la esvástica nazi), y Hynkel pronuncia sus discursos en un idioma macarrónico, imitación del idioma alemán.

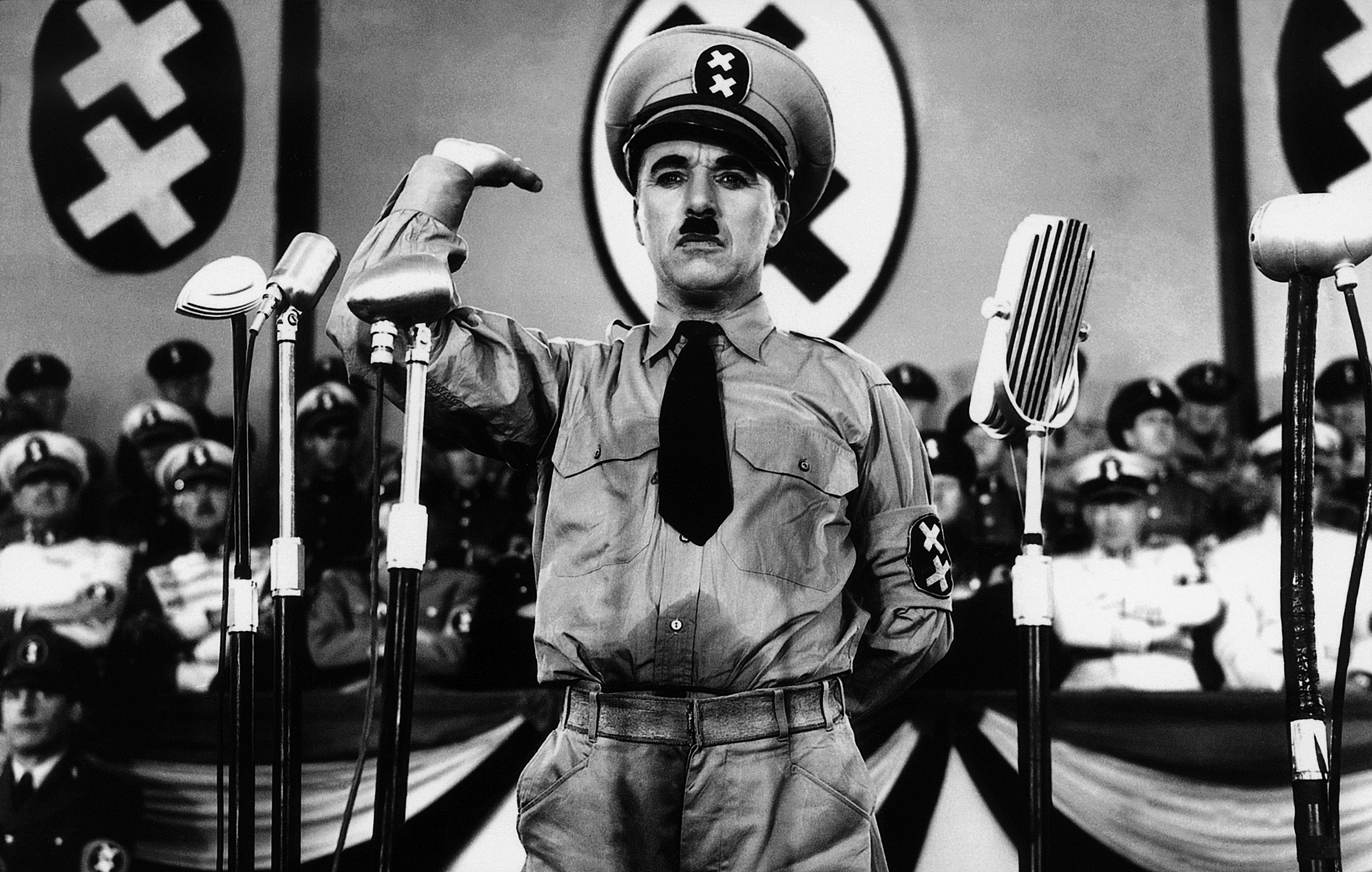
Chaplin en el papel del dictador Adenoid Hynkel.

El barbero Hojita inconsciente del ascenso de Hynkel al poder, se sorprende cuando las fuerzas de asalto pintan la palabra «judío» en las ventanas de su local. Una de los habitantes del gueto, la bella Hannah (Paulette Goddard) defiende al barbero cuando es acosado por los miembros de las fuerzas de seguridad. Ambos se enamoran, y deben sufrir los atropellos de la dictadura, aunque Schultz, que ahora ocupa un alto cargo en el gobierno de Hynkel, reconoce al barbero y ordena a las tropas que no molesten a los habitantes del gueto. Además, Hynkel ordena el cese de la persecución mientras intenta conseguir un préstamo de un banquero judío para financiar sus planes de dominación global.

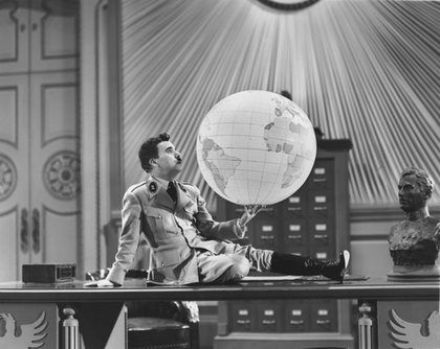
Hynkel «juega» con un globo terráqueo, en una de las escenas más famosas de la película.

Hynkel tiene planeado invadir Austerlich, el país vecino, y necesita el préstamo para financiar la invasión. Cuando el banquero se niega a dar el préstamo, Hynkel reanuda e intensifica la violencia contra los judíos. Schultz, protector de ellos, muestra su rechazo al pogromo, y Hynkel, considerándolo un traidor y un defensor de la democracia, lo manda a un campo de concentración. Schultz huye y se oculta en el gueto. Allí, con la ayuda del barbero, Hannah y los demás habitantes del gueto, busca cómo derrocar a Hynkel y su régimen. Las fuerzas de asalto toman el gueto, y el barbero y Schultz son enviados al campo de concentración.
Hynkel continúa con sus planes de invadir Austerlich, pero la intromisión de Benzino Napaloni (Jack Oakie), el dictador de Bacteria, lo obliga a invitarlo a hacerle una visita y ser diplomático con él, pero todo desemboca en una ridícula guerra de comida y pasteles entre los dos dictadores. Mientras, Hannah y los habitantes del gueto huyen a Austerlich, pero al poco se inicia la invasión desde Tomania y se encuentran de nuevo viviendo con el régimen de Hynkel.

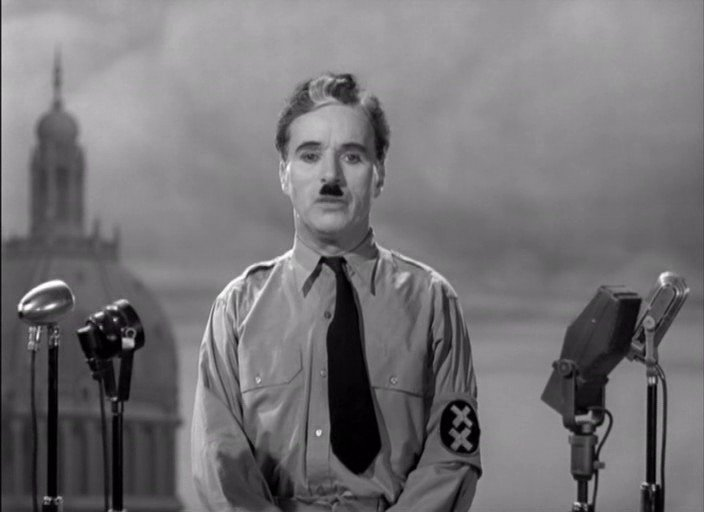
Escena del discurso final.

El barbero y Schultz escapan del campo disfrazados con uniformes de Tomania. Ambos pretenden refugiarse en Austerlich pero los guardias fronterizos confunden al barbero con Hynkel, a quien se parece mucho. Mientras, Hynkel es confundido con el barbero y detenido por error por sus propias tropas. 
El barbero, confundido con Hynkel, es conducido a la capital de Austerlich para dar un discurso sobre el inicio de la conquista del mundo. Garbitsch, al presentar a «Hynkel» a la multitud, decreta la anexión de Austerlich por parte de Tomania, la anulación de la libertad de expresión y el sometimiento de los judíos. Sin embargo, el barbero hace un discurso conmovedor, en contra de las políticas antisemitas de Hynkel y declarando que Tomania y Austerlich se convertirán en naciones libres y democráticas. También hace una llamada a la humanidad en general instando a acabar con las dictaduras y a emplear la ciencia y el progreso para hacer un mundo mejor.
Hannah, en su casa, arrasada de nuevo por los invasores, oye el discurso del barbero en la radio, y se asombra cuando «Hynkel» se refiere directamente a ella: 

Hannah: ¿puedes oírme? Donde quiera que estés, ¡mira a lo alto, Hannah! ¡Las nubes se alejan, el sol está apareciendo, vamos saliendo de las tinieblas a la luz, caminamos hacia un mundo nuevo, un mundo de bondad, en el que los hombres se elevarán por encima del odio, de la ambición, de la brutalidad! ¡Mira a lo alto, Hannah, al alma del hombre le han sido dadas alas y al fin está empezando a volar, está volando hacia el arco iris, hacia la luz de la esperanza, hacia el futuro, un glorioso futuro, que nos pertenece a ti, a mí, a todos! ¡Mira a lo alto, Hannah, mira a lo alto!

 Hannah dirige la mirada al cielo con esperanza, y sobre su rostro se cierra la pantalla.

## Reparto
- Charles Chaplin: el barbero judío/ el dictador de Tomania

- Paulette Goddard: Hannah.
- Jack Oakie: Benzino Napaloni, dictador de Bacteria.
- Reginald Gardiner: Schultz.
- Henry Daniell: Garbitsch.
- Billy Gilbert: Herring.
- Maurice Moscovich: el Señor Jaeckel.
- Emma Dunn: la Señora Jaeckel.
- Bernard Gorcey:[15] el Señor Mann.

## Caricaturas cinematográficas
Con los principales personajes políticos de la película, se apunta a personajes políticos históricos:
- Adenoid Hynkel: Adolf Hitler.[16][9]
- Garbitsch: Joseph Goebbels.[16][10]
- Herring: Hermann Göring.[16][11]
- Benzino Napolini: Benito Mussolini.[16][13]

## Producción
En su biografía de la cineasta de propaganda nazi Leni Riefenstahl, Jürgen Trimborn señala que Chaplin y el cineasta francés René Clair vieron juntos en una exposición en el Museo de Arte Moderno de Nueva York la película El triunfo de la voluntad, de Riefenstahl. El cineasta español Luis Buñuel decía que Clair estaba alarmado por la fuerza de la película, y avisaba de que había que impedir su proyección en el Occidente o el Occidente perdería la guerra. Chaplin, por su parte, se mofó de la película, y la tomó como inspiración para muchos rasgos de El gran dictador. Viendo la película de Riefenstahl varias veces, alcanzó a imitar ajustadamente los amaneramientos de Hitler.
El discurso de Hynkel al comienzo de la película, pronunciado en un lenguaje sin sentido que suena a alemán, es una caricatura del estilo oratorio de Hitler, que Chaplin también estudió cuidadosamente viendo secuencias de noticias.
Chaplin quería hacer frente a la escalada de la violencia y la represión de los judíos por parte de los nazis a finales de los años 30. Supo del alcance de los hechos por sus amigos judíos europeos y por sus compañeros artistas. La naturaleza represiva del Tercer Reich y las tendencias militaristas eran bien conocidas en ese momento. La película de Ernst Lubitsch de 1942 Ser o no ser de tema similar, presentaba el personaje de un actor que se hacía pasar por Hitler. Chaplin dijo más tarde que él no habría hecho El gran dictador de haber conocido la magnitud de los crímenes de los nazis. Después de que se conociera el horror del Holocausto, los cineastas lucharon durante casi 20 años para encontrar el ángulo correcto y el tono para satirizar la era.
En el período de ascenso de Hitler y su partido nazi, Chaplin se estaba haciendo popular en el ámbito mundial. Fue acosado por la afición en un viaje de 1931 a Berlín, lo que molestó a los nazis. Resentidos por su estilo de comedia, publicaron en 1934 un libro titulado Juden Sehen Dich An (Los judíos te están viendo), en el que describían al comediante británico como «un repugnante acróbata judío» (aunque Chaplin no era judío). Ivor Montagu, amigo cercano de Chaplin, decía que había enviado al cómico una copia del libro y que siempre había creído que Chaplin se vengó haciendo El gran dictador.
En los años 30, a menudo se representaba a Hitler y a Chaplin con bigotes similares, y lo hacían dibujantes y actores. Chaplin aprovechó ese parecido para darle un respiro a su personaje de vagabundo.
Charles Chaplin Jr., en My Father, Charlie Chaplin (Mi padre: Charlie Chaplin), describió a su progenitor como un ser perseguido por las similitudes entre él y Hitler; nacieron ambos en abril de 1889 (Chaplin, cuatro días antes que Hitler), y, en su origen, ambos eran de clase baja. 
Escribió Chaplin hijo:

Sus destinos eran contrarios: el de uno era hacer llorar a millones, mientras que el del otro era hacer reír al mundo entero. Papá nunca podía pensar en Hitler sin un estremecimiento, mitad de horror, mitad de fascinación. «Piensa» - decía con inquietud -: «él es el loco, y yo soy el cómico; pero podría haber sido al revés».

Chaplin preparó la historia a lo largo de 1938 y 1939, y comenzó a rodar en septiembre de ese último año, una semana después de estallar la Segunda Guerra Mundial. Terminó de rodar casi seis meses después. El documental televisivo del 2002 sobre la realización de la película, The Tramp and the Dictator, coproducido internacionalmente por 4 compañías (entre ellas, la BBC, Turner Classic Movies, y la Spiegel TV), presentó imágenes tomadas por el hermano de Chaplin, Sydney, de la producción de El gran dictador. Se veían los intentos iniciales de Chaplin de rodar el final de la película, antes de la caída de Francia.
Según The Tramp and the Dictator, Chaplin arregló enviar la película a Hitler, y un testigo presencial confirmó que él la vio. El arquitecto y amigo de Hitler Albert Speer negó que el dictador la hubiera visto. La respuesta de Hitler a la película nunca fue registrada, pero otra fuente afirma que vio la película dos veces.
Algunas de las señales en los escaparates del gueto de la película están escritas en esperanto, lengua que Hitler condenó como un complot judío para internacionalizar y destruir la cultura alemana, tal vez porque su fundador, L. L. Zamenhof, era judío polaco.

## Recepción

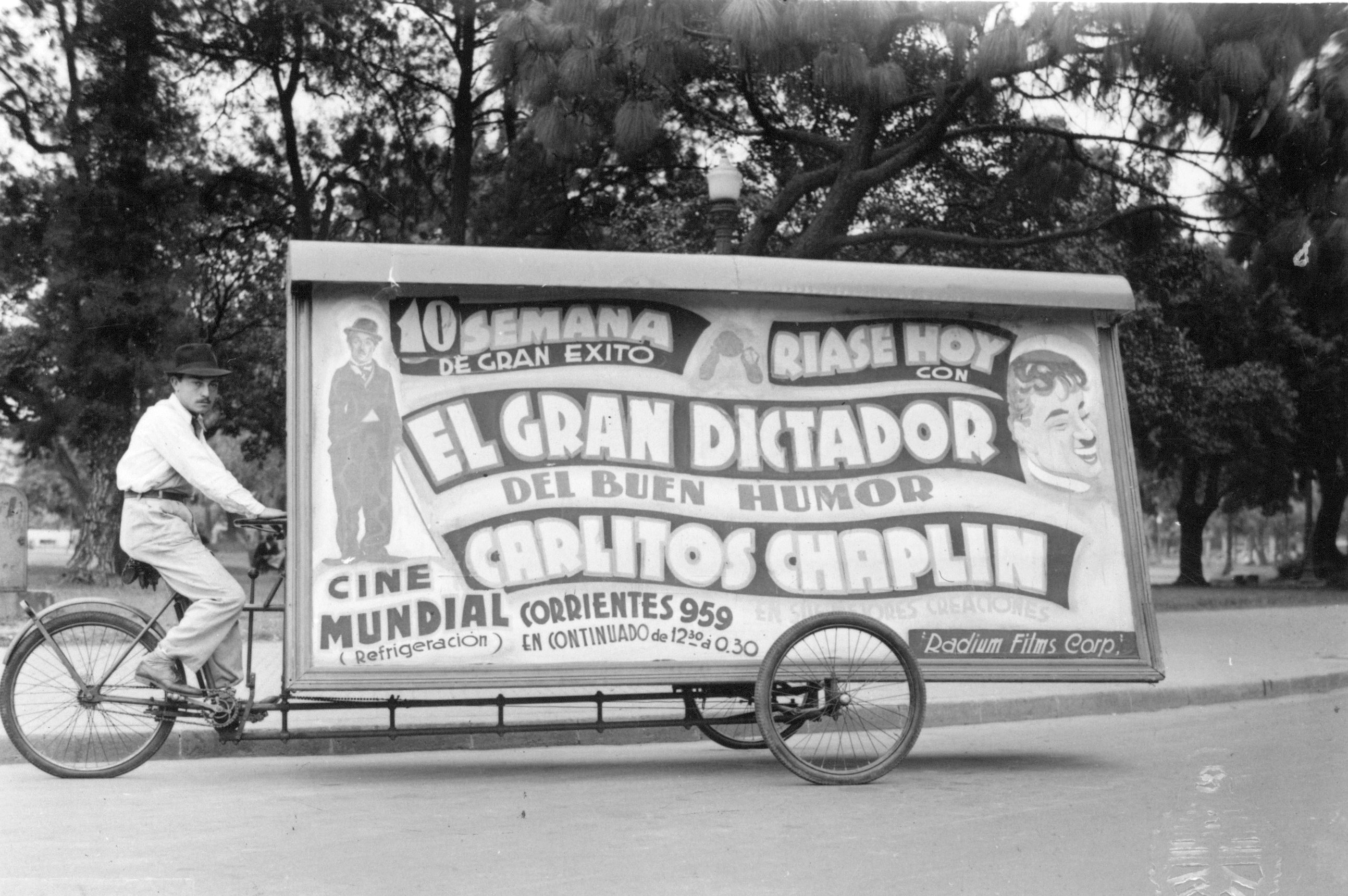
Bicicleta con publicidad de El gran dictador en Buenos Aires, 1941.

La película de Chaplin fue estrenada nueve meses después que la primera obra de Hollywood paródica de Hitler, el cortometraje You Nazty Spy!, de Los Tres Chiflados, que se estrenó en enero de 1940.
El gran dictador fue bien recibida en los Estados Unidos en el momento de su estreno, y tuvo éxito entre el público estadounidense. También triunfó en el Reino Unido, donde atrajo a 9 millones de espectadores a las salas de cine, aun cuando Chaplin temiese de antemano que la audiencia del tiempo de guerra no quisiera una comedia sobre un dictador. Fue la segunda película de más éxito en los Estados Unidos en 1941.
La película El gran dictador fue prohibida en varios países latinoamericanos en los que había movimientos activos de simpatizantes nazis.
Mientras se hacía la película, el gobierno británico había anunciado que prohibiría su proyección en el Reino Unido, conforme a su política de apaciguamiento con respecto a la Alemania nazi.
Pero para cuando fue estrenada, el Reino Unido estaba en guerra con Alemania, por lo que fue acogida en buena parte por su obvio valor de propaganda. En 1941, el Prince of Wales Theatre de Londres ofreció su estreno en el Reino Unido. La película había sido prohibida en muchas partes de Europa, y, al parecer, el propietario de la sala, Alfred Esdaile, fue multado por su proyección.
Cuando fue estrenada en Francia en 1945, se convirtió en la película más popular del año, con 8 280 553 entradas vendidas. En Italia no pudo verse hasta 1946, y en España hubo que esperar a la muerte del dictador Franco para su estreno, produciéndose este finalmente en 1976.
El biógrafo de Chaplin Jeffrey Vance acaba su largo examen de esta obra en su libro Chaplin: Genius of the Cinema (Chaplin: genio del cine) afirmando su importancia entre las grandes sátiras logradas por el arte de la imagen en movimiento. Vance escribe: 

El gran dictador, de Chaplin, sobrevive como una integración magistral de la comedia, la política y la sátira. Se trata de la obra más autoconscientemente política de Chaplin y la primera sátira importante del cine».

### Charlot y el barbero judío

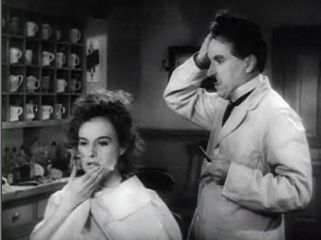
El barbero judío (Chaplin) distraídamente trata de afeitar a Hannah (Goddard).

No hay consenso entre los críticos sobre la relación entre el personaje anterior de Chaplin, Charlot, y el barbero judío de la película, pero la tendencia es a ver al barbero como una variación de él. Truffaut señalaría más tarde que, al comienzo de la producción, Chaplin dijo que no interpretaría a Charlot en una película sonora, y que consideraba al barbero como un personaje completamente diferente. Turner Classic Movies dice que, años más tarde, Chaplin reconocería una conexión entre Charlot y el barbero. 

Hay polémica con que si el barbero judío anónimo es considerado como la encarnación final del vagabundo o no. Aunque sus memorias refieren frecuentemente al barbero como el pequeño vagabundo, Chaplin dijo en 1937 que él no interpretaría al pequeño vagabundo en sus películas sonoras.

 En My Life (Mi vida), Chaplin escribía: 

¡Por supuesto!: como Hitler, podía arengar a las multitudes todo lo que quisiera; y como vagabundo, podía permanecer en silencio.

En su reseña de la película, años después de su estreno, Roger Ebert escribe: 

Técnicamente, Chaplin no estaba interpretando al vagabundo.

Puso en juego al pequeño vagabundo y un millón y medio de dólares suyos para ridiculizar a Hitler».

Entre los críticos que ven al barbero como un personaje diferente del vagabundo se encuentra Stephen Weissman, cuyo libro Chaplin: A Life (Chaplin: su vida) presenta al cineasta 

[…] abandonando la técnica de la pantomima tradicional y su pequeño personaje vagabundo.

El crítico del DVD Journal Mark Bourne afirma la posición declarada de Chaplin: 

Por supuesto, el barbero tiene más que parecido con el vagabundo, y hasta el bombín y el bastón. Pero Chaplin decía que el barbero no es el vagabundo y que El gran dictador no es una película del vagabundo.

The Scarecrow Movie Guide también considera que el barbero es un personaje diferente.
Annette Insdorf, en su libro del 2003 Indelible Shadows: Film and the Holocaust (Las sombras indelebles: el cine y el Holocausto), escribe: 

Había algo singularmente acertado en el hecho de que el pequeño vagabundo encarnase la figura del dictador, ya que en 1939 Hitler y Chaplin eran quizás los dos hombres más famosos del mundo. El déspota y el vagabundo truecan los papeles en El gran dictador, lo que hace posible que el sempiterno forastero se dirija a las masas.

 En su libro de 1998 The 50 Greatest Jewish Movies (Las 50 mejores películas judías), Kathryn Bernheimer escribe: 

Lo que escogió decir en El gran dictador, sin embargo, era justo lo que se podía esperar del vagabundo. Con frecuencia, los estudiosos del cine han señalado que el pequeño vagabundo se asemeja a la figura del judío como marginado, como forastero.

Varios críticos de finales del siglo XX describen al pequeño vagabundo como convertido en el barbero judío. En Boom and Bust: American Cinema in the 1940s, Thomas Schatz escribe: 

El pequeño vagabundo de Chaplin fue transpuesto en un manso barbero judío,

En Hollywood in Crisis: Cinema and American Society, 1929–1939 (Hollywood en crisis: el cine y la sociedad estadounidense de 1929 a 1939), Colin Shindler escribe: 

El pequeño vagabundo universal se transmuta en un barbero específicamente judío cuyo país está a punto de ser absorbido en el imperio totalitario de Adenoid Hynkel.

En A Distant Technology: Science Fiction Film and the Machine Age (Una tecnología distante: el cine de ciencia ficción y la era de las máquinas), J. P. Telotte escribe:

La pequeña figura del vagabundo está aquí reencarnada como el barbero judío.

Hay una disquisición de dos páginas sobre la relación entre el personajer del barbero y el del vagabundo en el libro de Eric L. Flom Chaplin in the Sound Era: An Analysis of the Seven Talkies (Chaplin en la era del sonoro: análisis de las siete películas). Acaba así: 

Tal vez la distinción entre los dos personajes sería más clara si Chaplin no hubiera confiado en que un ingrediente de confusión atrajera a la audiencia. Con el giro de la identidad equivocada de El gran dictador, la similitud entre el barbero y el vagabundo permitió a Chaplin romper con su personaje habitual en el sentido de la caracterización, pero aprovecharlo visualmente. La naturaleza similar de las caracterizaciones del vagabundo y el barbero pudo haber sido un esfuerzo de Chaplin para mantener su popularidad entre los espectadores, muchos de los cuales en 1940 nunca habían visto una película de la era del cine mudo. Chaplin podía haber transformado un personaje viejo en otro nuevo, y no obstante contó con el de Charlot para llevar al público a los cines a que viera su primera incursión en el sonido y su declaración política más audaz hasta entonces.

## Premios y candidaturas
| Año  | Premio                                    | Categoría                                   | Resultado |
| ---- | ----------------------------------------- | ------------------------------------------- | --------- |
| 1940 | Círculo de Críticos de Cine de Nueva York | Mejor actor (Charles Chaplin)               | Ganador   |
| 1940 | National Board of Review                  | 10 películas más destacadas                 | Incluida  |
| 1940 | Premios Óscar                             | Mejor película                              | Candidata |
| 1940 | Premios Óscar                             | Mejor guion original                        | Candidato |
| 1940 | Premios Óscar                             | Mejor actor principal (Charles Chaplin)     | Candidato |
| 1940 | Premios Óscar                             | Mejor actor de reparto (Jack Oakie)         | Candidato |
| 1940 | Premios Óscar                             | Mejor música original (Meredith Willson)    | Candidata |
| 1961 | Premios Kinema Junpo                      | Mejor película extranjera                   | Ganadora  |
| 1974 | Premios Jussi                             | Mejor cineasta extranjero (Charles Chaplin) | Ganadora  |